# Jakob Dylan
Jakob Luke Dylan (New York, 9 december 1969) is een Amerikaanse zanger, gitarist en de zoon van folklegende Bob Dylan. In de jaren negentig verwierf hij bekendheid als zanger van de rockband The Wallflowers. Sinds 2007 richt hij zich op een solocarrière als singer-songwriter.

## Persoonlijk leven
Dylan werd geboren als het vierde kind van Bob Dylan en diens ex-vrouw Sara Lownds. Jakob Dylan trouwde in 1992 met Nicole Paige Denny. Dylan woont met zijn vrouw en vier zonen in Los Angeles.

## The Wallflowers (1989 - heden)
In de late jaren tachtig vormde Dylan de rockband The Wallflowers met Tobi Miller (gitarist), Rami Jaffee (toetsenist), Barrie Maguire (basgitarist) en Peter Yanowitz (drummer). Na enkele optredens in Los Angeles in 1989 tekende de groep een contract bij Virgin Records. In augustus 1992 werd hun gelijknamige debuutalbum uitgebracht. Dit album leverde weinig succes op en Virgin Records besloot de band niet langer te ondersteunen. Dylan en Jaffee richtten vervolgens de groep opnieuw op, ditmaal met Michael Ward (gitarist), Greg Richlin (bassist) en Mario Calire (drummer). De manager van de groep, Andrew Slater, zorgde voor een nieuw platencontract met Interscope Records. In deze periode traden The Wallflowers onder meer op met 10,000 Maniacs, Toad The Wet Sprocket, Cracker en The Spin Doctors.
Met het album Bringing Down the Horse, dat werd geproduceerd door T-Bone Burnett, uit 1996 oogstte de groep betrekkelijk veel succes. Van dit album gingen wereldwijd meer dan vier miljoen exemplaren over de toonbank. Burnett, die eerder ook met Bob Dylan werkte, zei over de hooggespannen verwachtingen over Jakob Dylan en het succes van Bringing Down the Horse het volgende: 

Over Jakob gesproken, ik kan me niet voorstellen grotere voetsporen te hebben om in te volgen (...) Ik denk niet dat [Jakob] ook maar enige plaat heeft verkocht doordat hij de zoon van Bob is. Ik denk dat hij zoveel platen heeft verkocht omdat "One Headlight" een heel goed nummer is. Ik vraag me af hoeveel fans van Wallflower ook maar weten wie Bob Dylan is.

As far as Jakob is concerned, I can't imagine having larger footsteps to follow in. (...) I don' think [Jakob] sold a single record because he is Bob's son. I think he sold a lot of records because 'One Headlight' is a very good song. I wonder how many Wallflower fans even know who Bob Dylan is.
— T-Bone Burnett (2001)

In 2005 bracht Interscope Records het album van The Wallflowers uit, genaamd Rebel, Sweetheart. Volgens Nielsen SoundScan werden van dit album meer dan 100.000 stuks verkocht.
In 2012 verscheen het tot nog toe laatste album van the Wallflowers, genaamd Glad all over.

## Solocarrière (2006 - heden)
Op 20 september 2006 maakte het Amerikaanse muziekblad Billboard bekend dat Dylan een nieuw platencontract had getekend bij Columbia Records. Dylan schreef in dat jaar de nummers "Here Comes Now" en "Stardust Universe" voor de televisieseries Six Degrees en Jerico.
Een jaar later begon Dylan met de opnames van zijn eerste album als solo-artiest in een huis van muziekproducent Rick Rubin. Het album, genaamd Seeing Things, werd op 10 juni 2008 uitgebracht. Dylan trad dat jaar met zijn begeleidingsband The Gold Mountain Rebels op en verzorgde voorprogramma's voor onder anderen Eric Clapton en Willie Nelson. Op 21 oktober 2008 trad hij voor het eerst op televisie op, in het Britse programma Later with Jools Holland zong hij "Evil Is Alive and Well" en "Something Good This Way Comes".
Op 6 april 2010 werd Dylans tweede album uitgebracht, Women and Country. Dit album werd geproduceerd door T-Bone Burnett en Dylan werd op enkele nummers bijgestaan door Neko Case en Kelly Hogan.

## Discografie

### Solo
- Seeing Things (2008)
- Women and Country (2010)

### The Wallflowers
- The Wallflowers (1992)
- Bringing Down the Horse (1996)
- (Breach) (2000)
- Red Letter Days (2002)
- Rebel, Sweetheart (2005)
- Glad all over (2012)